# 澤田美喜記念館
澤田美喜記念館（さわだみききねんかん、英語:Miki Sawada Memorial Museum）は神奈川県中郡大磯町にある資料館。GIベビー支援のためエリザベス・サンダースホームと聖ステパノ学園小学校・中学校を創設した社会事業家・澤田美喜の収集した隠れキリシタン資料が保管されている。1987年（昭和62年）12月に建物が完成し、翌年の1988年（昭和63年）4月に開館した。

## 概要
澤田美喜は、児童養護施設エリザベス・サンダースホーム運営のかたわら、日本各地から隠れキリシタンに関する貴重な資料874点を収集、そのうちの約3分の1の資料が澤田美喜記念館に展示されている。記念館は聖ステパノ学園（サンダースホーム）の敷地にあり、1階が展示室と受付、2階が礼拝堂となっている。また庭には鐘楼がある。

## 主な展示品
- ご聖体の連祷と黙想の図 - 1592年（天正20年）製とみられる日本最古の宗教画[3]。
- キリシタン鍔[4]
- 高山右近・マドンナ像 - 高山右近が流刑されルソン島に向かう船上で製作したと伝わる木像[3]。
- 踏絵
- 魔鏡
- 木彫りのマリア母子像 - キリスト教禁止令より前の、西暦1600年以前に造られたとされる木像[3]。